# Liste der Kavallerieregimenter der neupreußischen Armee
Die Kavallerieregimenter der preußischen Armee waren die Organisationsform der ab 1807 wiederentstandenen Kavallerie der Preußischen Armee. Sie bildete eine der drei Waffengattungen des preußischen Heeres.
Nach dem Untergang der Preußischen Armee im Krieg gegen Frankreich 1806/7 wurde die Armee neu aufgestellt und reformiert. Die alten Regimenter wurden im Zuge der Reformierung durch die neuentstandenen ersetzt.

## Kürassiere(Stand 1914)
- Regiment der Gardes du Corps, die alte Gardes du Corps, K 13
- Garde-Kürassier-Regiment, 1815 als Garde-Ulanen-Regiment aufgestellt und 1821 zu Kürassieren umgegliedert
- Leib-Kürassier-Regiment „Großer Kurfürst“ (Schlesisches) Nr. 1, das alte Kürassier-Regiment No. 4, K 4, das 1807 Reste anderer Regimenter aufnahm
- Kürassier-Regiment „Königin“ (Pommersches) Nr. 2, bis 1819 Dragoner-Regiment Nr. 1 "Königin"
- Kürassier-Regiment „Graf Wrangel“ (Ostpreußisches) Nr. 3, 1808 durch Teilung eines Dragoner-Regiments aufgestellt, bis 1819 Kürassier-Regiment Nr. 2
- Kürassier-Regiment „von Driesen“ (Westfälisches) Nr. 4, bis 1819 Dragoner-Regiment Nr. 2
- Kürassier-Regiment „Herzog Friedrich Eugen von Württemberg“ (Westpreußisches) Nr. 5, bis 1819 Dragoner-Regiment Nr. 4
- Kürassier-Regiment „Kaiser Nikolaus I. von Russland“ (Brandenburgisches) Nr. 6, 1807 aus Resten von Kürassier-Regimentern gebildet, bis 1819 Kürassier-Regiment Nr. 3
- Kürassier-Regiment „von Seydlitz“ (Magdeburgisches) Nr. 7, 1815 aus Abgaben anderer Kürassierregimenter aufgestellt, bis 1819 Kürassier-Regiment Nr. 4
- Kürassier-Regiment „Graf Gessler“ (Rheinisches) Nr. 8, bis 1819 Dragoner-Regiment Nr. 8

## Dragoner
- 1. Garde-Dragoner-Regiment „Königin Viktoria von Großbritannien und Irland“
- 2. Garde-Dragoner-Regiment „Kaiserin Alexandra von Russland“
- Dragoner-Regiment „Prinz Albrecht von Preußen“ (Litthauisches) Nr. 1, bis 1819 Nr. 3
- Dragoner-Regiment „Markgraf von Ansbach“ (1. Brandenburgisches) Nr. 2., bis 1819 Nr. 5
- Dragoner-Regiment „Freiherr von Derfflinger“ (Neumärkisches) Nr. 3, bis 1819 Nr. 6
- Dragoner-Regiment „von Bredow“ (1. Schlesisches) Nr. 4
- Dragoner-Regiment „Freiherr von Manteuffel“ (Rheinisches) Nr. 5
- Magdeburgisches Dragoner-Regiment Nr. 6 (1860)
- Westfälisches Dragoner-Regiment Nr. 7
- Dragoner-Regiment „König Friedrich III.“ (2. Schlesisches) Nr. 8
- Dragoner-Regiment „König Carl I. von Rumänien“ (1. Hannoversches) Nr. 9
- Dragoner-Regiment „König Albert von Sachsen“ (Ostpreußisches) Nr. 10
- Dragoner-Regiment „von Wedell“ (Pommersches) Nr. 11
- Dragoner-Regiment „von Arnim“ (2. Brandenburgisches) Nr. 12
- Schleswig-Holsteinisches Dragoner-Regiment Nr. 13
- Kurmärkisches Dragoner-Regiment Nr. 14
- 3. Schlesisches Dragoner-Regiment Nr. 15
- 2. Hannoversches Dragoner-Regiment Nr. 16
- 1. Großherzoglich Mecklenburgisches Dragoner-Regiment Nr. 17
- 2. Großherzoglich Mecklenburgisches Dragoner-Regiment Nr. 18
- Oldenburgisches Dragoner-Regiment Nr. 19

## Husaren
- Leib-Garde-Husaren-Regiment
- 1. Leib-Husaren-Regiment Nr. 1 („Totenkopfhusaren“)
- 2. Leib-Husaren-Regiment „Königin Viktoria von Preußen“ Nr. 2
- Husaren-Regiment „von Zieten“ (1. Brandenburgisches) Nr. 3
- Husaren-Regiment „von Schill“ (2. Brandenburgisches)
- Husaren-Regiment „Fürst Blücher von Wahlstatt“ (Pommersches) Nr. 5
- 1. Schlesisches Husaren-Regiment Nr. 4
- Husaren-Regiment „Graf Goetzen“ (2. Schlesisches) Nr. 6
- Husaren-Regiment „König Wilhelm I.“ (1. Rheinisches) Nr. 7
- Husaren-Regiment „Kaiser Nikolaus II. von Russland“ (1. Westfälisches) Nr. 8
- 2. Rheinisches Husaren-Regiment Nr. 9
- Magdeburgisches Husaren-Regiment Nr. 10
- 2. Westfälisches Husaren-Regiment Nr. 11
- Thüringisches Husaren-Regiment Nr. 12
- Husaren-Regiment „König Humbert von Italien“ (1. Kurhessisches) Nr. 13
- Husaren-Regiment „Landgraf Friedrich II. von Hessen-Homburg“ (2. Kurhessisches) Nr. 14
- Husaren-Regiment „Königin Wilhelmina der Niederlande“ (Hannoversches) Nr. 15
- Husaren-Regiment „Kaiser Franz Joseph von Österreich“ (Schleswig-Holsteinisches) Nr. 16
- Braunschweigisches Husaren-Regiment Nr. 17

## Ulanen
- 1. Garde-Ulanen-Regiment
- 2. Garde-Ulanen-Regiment
- 3. Garde-Ulanen-Regiment
- Ulanen-Regiment „Kaiser Alexander III. von Rußland“ (Westpreußisches) Nr. 1
- Ulanen-Regiment „von Katzler“ (Schlesisches) Nr. 2
- Ulanen-Regiment „Kaiser Alexander II. von Rußland“ (1. Brandenburgisches) Nr. 3
- Ulanen-Regiment „von Schmidt“ (1. Pommersches) Nr. 4
- Westfälisches Ulanen-Regiment Nr. 5
- Thüringisches Ulanen-Regiment Nr. 6
- Ulanen-Regiment „Großherzog Friedrich von Baden“ (Rheinisches) Nr. 7
- Ulanen-Regiment „Graf zu Dohna“ (Ostpreußisches) Nr. 8
- 2. Pommersches Ulanen-Regiment Nr. 9
- Ulanen-Regiment „Prinz August von Württemberg“ (Posensches) Nr. 10
- Ulanen-Regiment „Graf Haeseler“ (2. Brandenburgisches) Nr. 11
- Litthauisches Ulanen-Regiment Nr. 12
- Königs-Ulanen-Regiment (1. Hannoversches) Nr. 13
- 2. Hannoversches Ulanen-Regiment Nr. 14
- Schleswig-Holsteinisches Ulanen-Regiment Nr. 15
- Ulanen-Regiment „Hennigs von Treffenfeld“ (Altmärkisches) Nr. 16

## Jäger zu Pferde
- Regiment Königs-Jäger zu Pferde Nr. 1
- Jäger-Regiment zu Pferde Nr. 2
- Jäger-Regiment zu Pferde Nr. 3
- Jäger-Regiment zu Pferde Nr. 4
- Jäger-Regiment zu Pferde Nr. 5
- Jäger-Regiment zu Pferde Nr. 6
- Jäger-Regiment zu Pferde Nr. 7
- Jäger-Regiment zu Pferde Nr. 8
- Jäger-Regiment zu Pferde Nr. 9
- Jäger-Regiment zu Pferde Nr. 10
- Jäger-Regiment zu Pferde Nr. 11
- Jäger-Regiment zu Pferde Nr. 12
- Jäger-Regiment zu Pferde Nr. 13